# Contea di Scott (Minnesota)
La contea di Scott (in inglese Scott County) è una contea dello Stato del Minnesota, negli Stati Uniti. La popolazione al censimento del 2000 era di 89 498 abitanti. Il capoluogo di contea è Shakopee